# Fucile da battaglia

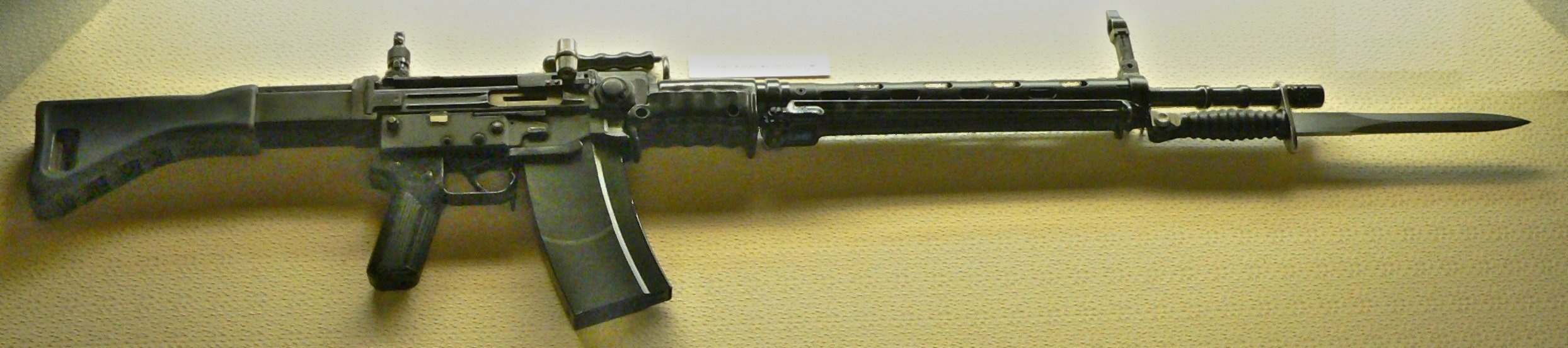
SIG SG 510

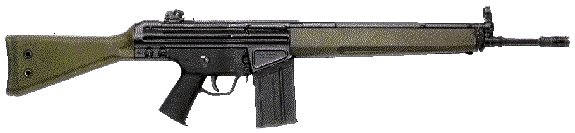
H&K G3

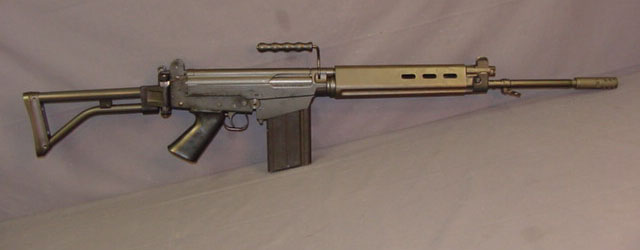
FN FAL

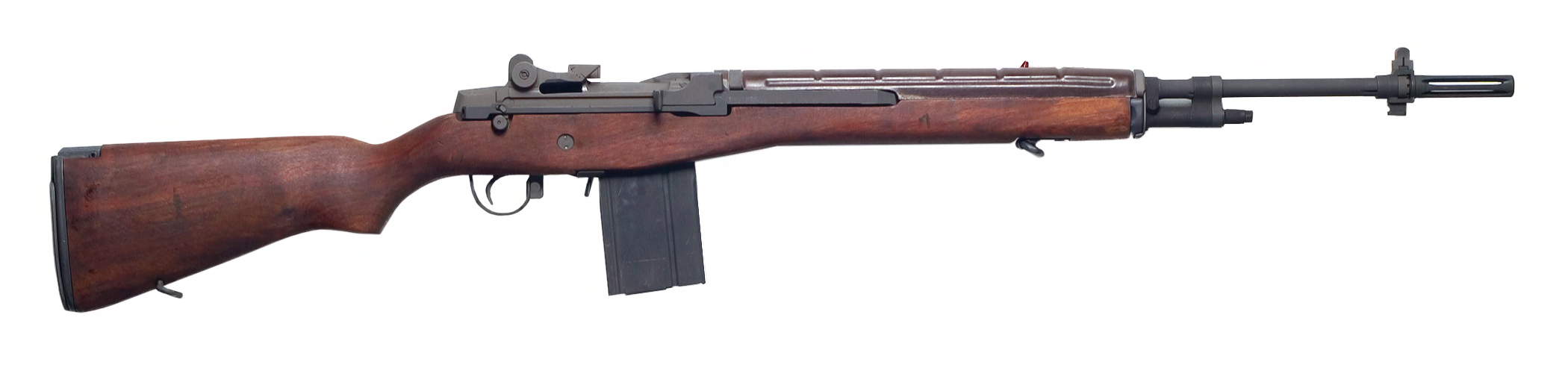
M14

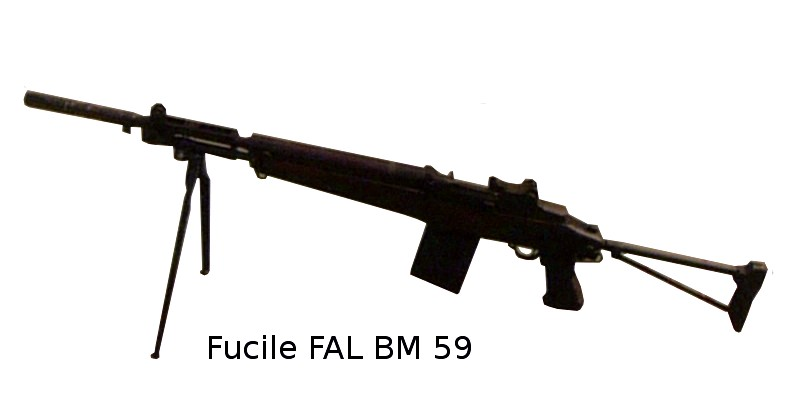
Beretta BM59

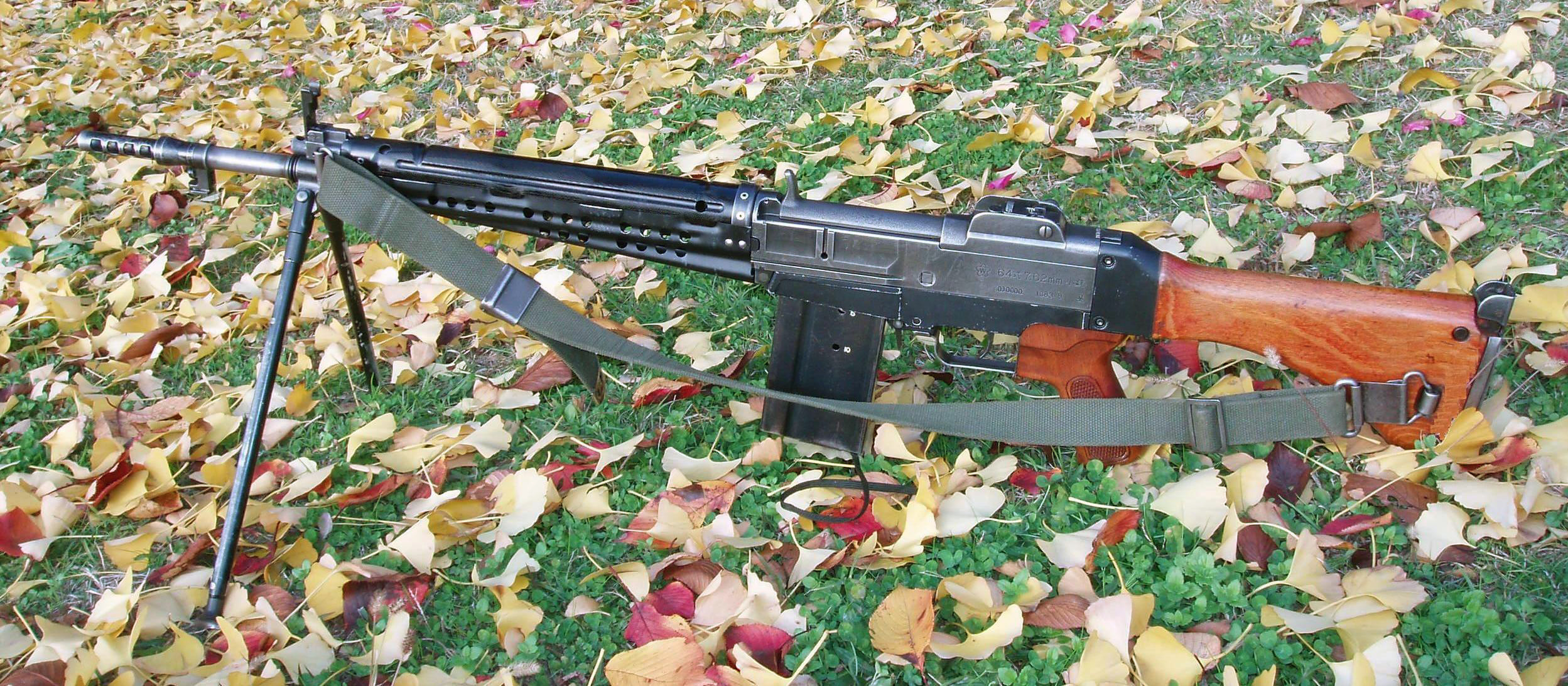
Howa Type 64

Un fucile da battaglia (in inglese battle rifle) è un fucile automatico a fuoco selettivo, che incamera munizioni a piena potenza (ovvero più potenti di quelle utilizzate dai fucili d'assalto) generalmente cal. 7,62 x 51 mm.
Il termine, dall'inglese "battle rifle", e poi la sua traduzione, è apparso dopo la fine della seconda guerra mondiale, ma ora è utilizzato raramente.

## Storia
Il primo fucile completamente automatico che possa denominarsi "fucile da battaglia" è il fucile Mondragón brevettato nel 1907. Durante la seconda guerra mondiale sia i ricercatori Alleati che quelli dell'Asse hanno osservato che la maggior parte dei combattimenti si verificava a una distanza di non oltre 300 metri ed erano ben pochi gli ingaggi che si verificavano al di là di essa. A questa distanza breve i vantaggi del fucile da battaglia erano per lo più sprecati. Per questa ragione, gli eserciti moderni hanno favorito l'adozione di fucili e carabine più compatti, leggeri e maneggevoli; prima arma di relativo successo fu il fucile StG 44 tedesco, noto a molti come il padre del moderno fucile d'assalto.
Recentemente, tuttavia, c'è stata una reazione generale contro le carabine e i fucili leggeri in molti eserciti di tutto il mondo a causa della loro gittata limitata e della scarsa penetrazione rispetto ai fucili da battaglia. Difatti i recenti conflitti in ambienti desertici hanno sottolineato la necessità di una maggiore gittata utile e lo sviluppo di nuove protezioni e armature la necessità di munizioni più potenti. Una conseguenza di ciò è stata la creazione dei programmi Squad Designated Marksman nello U.S. Army e Squad Advanced Marksman nello U.S. Marine Corps. Il compito dei Marksman è infatti quello di colmare il divario tra il fuciliere (< 300 metri) e lo sniper (> 600 metri). Invece di basarsi su armi leggere con alto rateo di fuoco per colpire il bersaglio, questi programmi danno più enfasi all'addestramento sul tiro di precisione, permettendo di sfruttare a proprio vantaggio tutta la potenza e la gittata delle armi pesanti. Questo ha segnato il ritorno dei fucili da battaglia come armi ottimizzate per l'ingaggio sulle lunghe distanze e dalle caratteristiche intermedie fra un fucile d'assalto e uno di precisione. 

## Definizione
Dal punto di vista linguistico, l'espressione non si utilizza molto nella maggior parte delle lingue (in Italia viene spesso confuso con il fucile mitragliatore, nome con cui ci si riferisce invece all'arma leggera di supporto o LSW). Gergo inizialmente introdotto per differenziare i fucili americani M14 ed M16, in seguito venne esteso anche a tutti i fucili montanti un calibro full power o comunque non intermedio, di solito a prescindere dal loro design generale.
Non viene definito o frequentemente utilizzato per i manuali da campo militari e documenti governativi. Ufficiosamente viene utilizzato in campo in riferimento al fucile del Designated Marksman dato che spesso essi hanno in dotazione varianti di fucili da battaglia ottimizzati per il tiro a lunga distanza, distinguibili dalla sigla DMR ("Designed Marksman Rifle") o SV ("Sniper Variant") alla fine del nome, per esempio l'M14 DMR o l'Ace 53 sv. 
Poiché il termine è probabilmente un neologismo, porre un fucile in questa categoria è relativamente soggettivo. Inoltre un fucile da battaglia privo dell'impostazione full-auto (es: Spingfield M1A) può essere pubblicizzato come un suo optional piuttosto che una carenza poiché essa frena la tendenza di un soldato sotto stress a sparare all'impazzata senza mirare.

## Caratteristiche
A differenza del fucile d'assalto, il fucile da battaglia è calibrato per una cartuccia full power, come il 7,62 × 51 mm NATO.
Il concetto alla base del fucile da battaglia è quella di un'arma capace di fuoco selettivo potente e precisa, eccellente per i combattimenti su lunghe distanze ma che, a causa della lunghezza e peso relativamente elevati, rende l'arma alquanto ingombrante da usare nei combattimenti ravvicinati. Inoltre, il forte rinculo delle cartucce full power, rende l'arma difficile da controllare in modalità di fuoco automatico, anche se in alcuni design si è riuscito ad alleviare parzialmente il problema. All'opposto, i fucili d'assalto che usano munizioni di potenza intermedia come il 5,56 × 45 mm NATO del Colt M16 e Beretta AR 70/90, il 5,8 × 42 mm del fucile cinese QBZ-95 o le munizioni russe a media velocità 7,62 × 39 mm e 5,45 × 39 mm, usate rispettivamente sui fucili AK-47 e AK-74, risultano più controllabili nel fuoco automatico ma leggermente meno efficaci sulle lunghe distanze.
Tuttavia, con qualche accorgimento alla meccanica delle armi e al munizionamento, si è riusciti a produrre fucili versatili, leggeri e soprattutto più controllabili in full-auto pur mantenendo le caratteristiche di potenza e precisione che li caratterizzano (es. FN SCAR-H), dunque sono stati creati nuovi e moderni fucili da battaglia.
Nonostante questa designazione sia applicata prevalentemente ai fucili a fuoco selettivo nati nel secondo dopoguerra come l'H&K G3, l'M14, l'FN FAL o il Beretta BM 59, questo termine può essere applicato anche ai precedenti fucili semiautomatici quali l'americano M1 Garand, il russo SVT-40 e il tedesco Gewehr 43.